# Per Olof Ekström

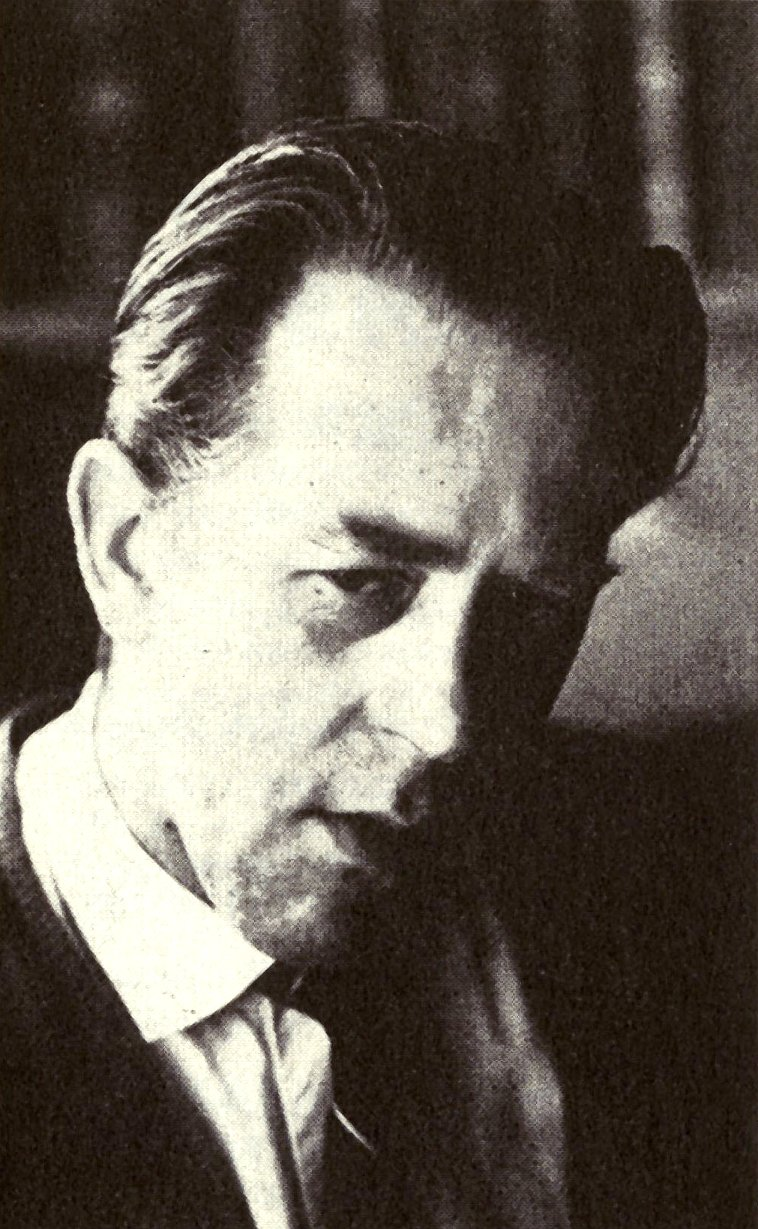
Per Olof Ekström

Per Olof Ekström (* 26. April 1926 in Gotlands län, Schweden; † 4. Oktober 1981 in Bukarest, Rumänien) war ein schwedischer Schriftsteller und Journalist.
Weltweite Berühmtheit erlangte er durch die Verfilmung seines Romans Sie tanzte nur einen Sommer (erschienen 1949, Originaltitel Sommardansen). Die Verfilmung des Romans (1951) zählt  zu den erfolgreichsten schwedischen Filmen überhaupt. Aufsehen erregte der Film auf internationaler Ebene besonders durch die für die damalige Zeit sehr freizügigen Liebesszenen, in denen auch nackte Körper zu sehen waren.

## Werke (Originaltitel)
- Den ensamme, 1947
- Sommardansen, 1949 (deutsch: Sie tanzte nur einen Sommer, Akros Verlag Hamburg, 1952)
- Den blomstertid nu kommer, 1951
- Mördande vår, 1953
- Gå i ringen, 1956  (deutsch: Hochzeit ohne Zukunft, Neues Leben Berlin, 1962)
- Berit flickebarn, 1956 (deutsch: Das Mädchen Berit, Bertelsmann Gütersloh, 1959)
- Den vänliga staden, 1958
- Midsommarnatt, 1963
- Väntans år, 1964
- Vendela, 1965
- Bita huvudet av skammen, 1966
- Vilddjurets märke, 1967
- Johannes Rimsmed, 1968
- Dubbel glädje, 1968
- Drömmar av kött och blod, 1968
- Den som är utan synd, 1968
- Mordet på modernäringen, 1969
- Fatimas Hand, 1971
- Signor vankelmod, 1972
- Förhäxad av sex, 1973
- Flykt i norr, 1973
- Den trånga dalen, 1974
- Hälsokällornas land -Rumänien, 1975
- Klarsjöspelet 1976
- Undan stormen 1977
- Ceausescu och Rumänien, 1977
- Vinna freden, 1978
- Drakens son, 1979
- Dynamit, 1980